# Selma Nicklaß-Kempnert

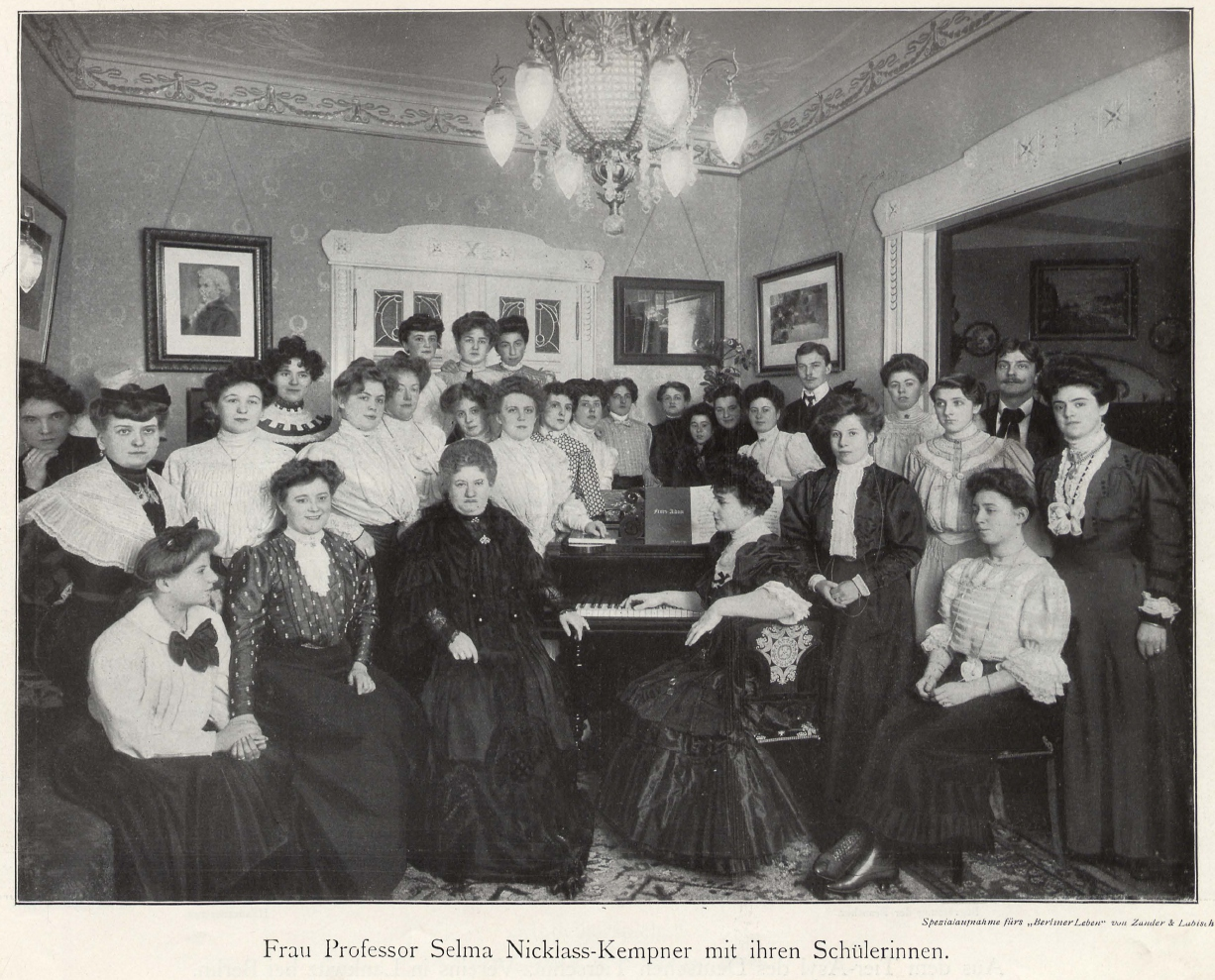
Selma Nicklass-Kempner con i suoi studenti, 1905. Foto di Zander & Labisch.

Selma Nicklaß-Kempnert, a volte Niklas-Kempner, (Breslavia, 2 aprile 1850 – Berlino, 22 dicembre 1928), è stata un soprano e insegnante tedesca.

## Biografia
Nata a Breslavia, Selma Nicklass-Kempner è stata allieva di Jenny Meyer (1834–1894) e ha debuttato come "Amina" ne La sonnambula di Bellini al Teatro dell'Opera Kroll di Berlino. Ha avuto ingaggi ad Aquisgrana, Augusta, Berlino (al Conservatorio Stern), Lipsia, Rotterdam e Vienna, dove dal 1884 ha lavorato come insegnante di canto presso la Gesellschaft der Musikfreunde e ha dato lezioni private alla principessa Stéphanie del Belgio (1864-1945) .
La lunga lista di studenti la dice lunga sulle sue capacità e sulla sua reputazione di insegnante di canto.
Selma Nicklass-Kempner morì a Berlino all'età di 78 anni. La sua tomba si trova al Friedhof Wilmersdorf di Berlino.
Suo marito, Georg Nicklass, morì il 28 maggio 1893 all'età di 41 anni a Vienna, Trauerhaus Innere Stadt.

## Studenti
- Louise von Ehrenstein (1867–1944)
- Mary Hagen (1867/1878–1944)
- Fanny Opfer (1870–1944)
- Ottilie Metzger (1878–1944)
- Ida Salden (1878–probabilmente prima del 1930)
- Gertrud Förstel (1880–1950)
- Frieda Hempel (1885–1955)
- Mathilde Fröhlich